# Cantonul Yssingeaux
Cantonul Yssingeaux este un canton din arondismentul Yssingeaux, departamentul Haute-Loire, regiunea Auvergne, Franța.

## Comune
- Araules
- Beaux
- Bessamorel
- Grazac
- Lapte
- Saint-Julien-du-Pinet
- Yssingeaux (reședință)